# Dos Caminos, Oaxaca
Dos Caminos är en ort i Mexiko.   Den ligger i kommunen San Agustín Chayuco och delstaten Oaxaca, i den sydöstra delen av landet, 400 km söder om huvudstaden Mexico City. Dos Caminos ligger 243 meter över havet och antalet invånare är 141.
Terrängen runt Dos Caminos är varierad. Runt Dos Caminos är det glesbefolkat, med 18 invånare per kvadratkilometer. Närmaste större samhälle är Santiago Jamiltepec, 10,1 km söder om Dos Caminos. Omgivningarna runt Dos Caminos är en mosaik av jordbruksmark och naturlig växtlighet.